# Pararge apennina
Pararge apennina är en fjärilsart som beskrevs av Ruggero Verity 1911. Pararge apennina ingår i släktet Pararge och familjen praktfjärilar. Inga underarter finns listade i Catalogue of Life.